# Rúhíyyih Khanum
Rúhíyyih Khanum, come è più comunemente nota Amatu'l-Bahá Rúhíyyih Khanum (New York, 8 agosto 1910 – Haifa, 19 gennaio 2000), al secolo Mary Sutherland Maxwell, moglie di Shoghi Effendi, il Custode della Fede Bahá'í dal 1921 al 1957.

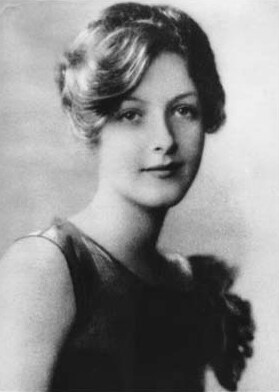
Mary Maxwell

Fu nominata Mano della Causa e svolse un ruolo significativo nel passaggio gestionale della Fede bahai nel periodo 1957-1963, tra la morte di Shoghi Effendi e l’elezione della prima Casa Universale di Giustizia.
Nel 2004, gli ascoltatori della CBC la inserirono nell'elenco dei canadesi più importanti.

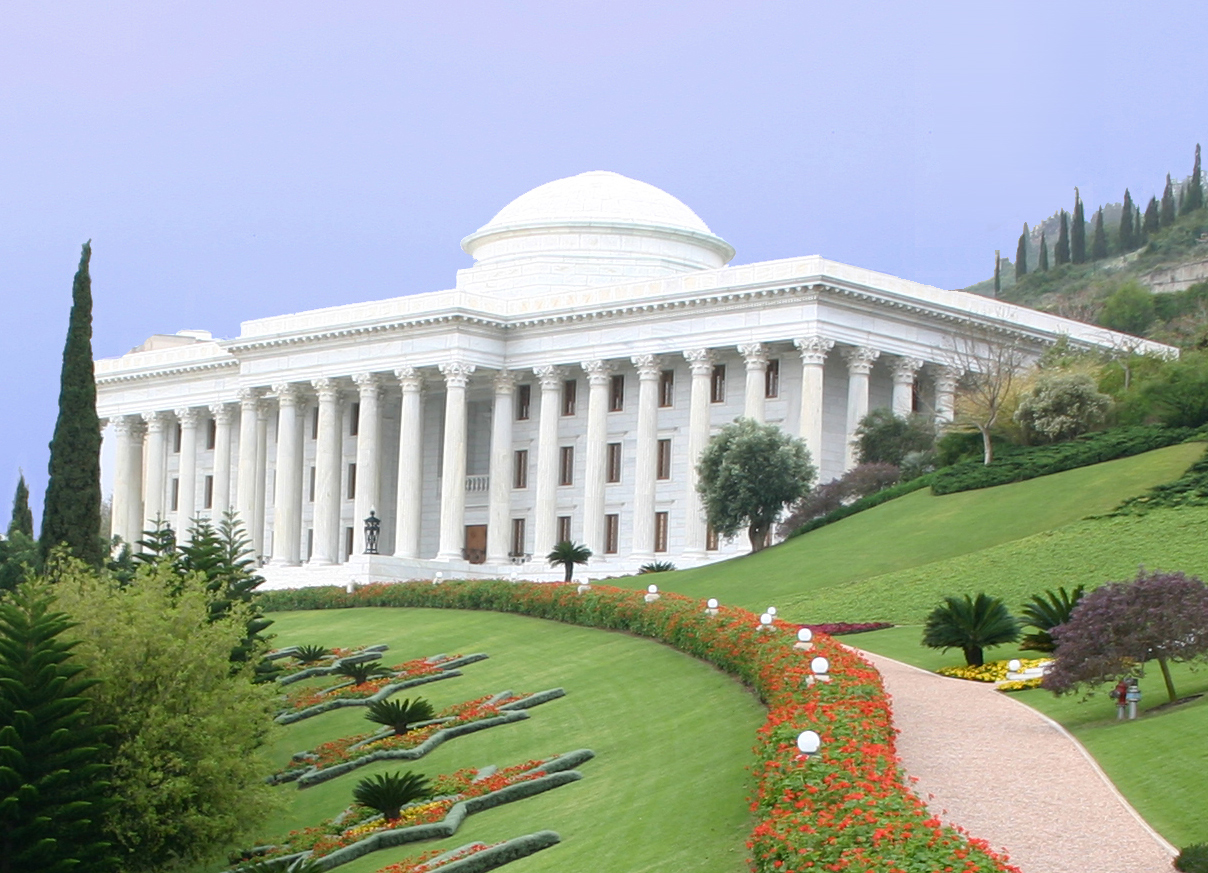
Casa Universale di Giustizia, Haifa

## La famiglia
Rúhíyyih Khánum, figlia di William Sutherland Maxwell e di May Maxwell, crebbe in Montréal, Québec, dove il padre, eminente Architetto ed esponente della Comunità bahai, svolgeva la sua professione. La sua famiglia era di origine scozzese.
La madre, May Maxwell, anch'ella fervente bahá'í, le diede un'educazione libera da restrizioni e da rigidità educative dell'epoca e le fece frequentare la prima scuola Montessori del Canada, che ella stessa aveva creato nella propria residenza.
Durante la giovinezza si recò due volte, in pellegrinaggio, nel Centro Mondiale bahai, a Haifa, e in tali frangenti conobbe Shoghi Effendi, il Custode della Fede bahai.
Partecipò attivamente a molte iniziative giovanili della Comunità bahai e nel corso della sua vita compì numerosi viaggi in varie parti del mondo per divulgare e insegnare la Fede bahai.

## Matrimonio
All'età di 26 anni, il 24 marzo 1937, Rúhíyyih Khánum si unì in matrimonio con il Custode della Fede Shoghi Effendi, che le diede il nome di Amatu'l-Bahá Rúhíyyih Khanum, ossia Ancella della Gloria.
Dopo la morte di Shoghi Effendi, nel 1957, rappresentò per i Bahá'í l'ultimo forte legame con la famiglia di 'Abdu'l-Bahá, leader della fede dal 1892 al 1921 e figlio maggiore di Bahá'u'lláh, il fondatore della Fede bahá'í.

## Attività
Subito dopo il matrimonio iniziò a collaborare col marito facendogli da segretaria, diventando, dal 1941 al 1957, la sua principale segretaria di lingua inglese.
Nel 1951 fu nominata al Consiglio Internazionale Bahai, l'organo amministrativo della Fede, precursore della Casa Universale di Giustizia, dove svolse funzioni di collegamento tra il Consiglio e Shoghi Effendi stesso.
Il 26 marzo 1952 fu nominata Mano della Causa, un ruolo di grande importanza al servizio della Fede bahai, per il suo sviluppo e la sua protezione.

### Pubblicazioni
Rúhíyyih Khanum fu anche scrittrice; scrisse diversi libri tra cui The Priceless Pearl, una biografia di Shoghi Effendi.; Twenty-Five Years of the Guardianship;; Prescription for Living, sull'applicazione dei principi spirituali bahai alla vita quotidiana, The Ministry of the Custodians. Ha prodotto due  documentari: The Green Light Expedition e The Pilgrimage . 

## Successione
Nel 1957 suo marito, Shoghi Effendi, morì senza aver nominato il suo successore. Rúhíyyih Khanum fu tra le 27 Mani della Causa che gestirono la religione, ad interim, per sei anni prima che fosse eletta e insediata nel 1963 la Casa Universale di Giustizia.
Le Mani della Causa elessero temporaneamente nove membri tra loro per amministrare la Fede, e Rúhíyyih Khanum fu una di queste; i nove eletti erano chiamati Custodi e durarono in carica fino all'insediamento della Casa Universale di Giustizia.
In quel periodo si dedicò all'espansione e completamento del piano internazionale d'insegnamento bahai lanciato da Shoghi Effendi nel 1953, la Crociata decennale.

## Viaggi
Dal 1957, fino al suo trapasso, Rúhíyyih Khanum viaggiò in oltre 185 Paesi, visitando diversi milioni di Bahai sparsi per il mondo, stimolandoli, incoraggiandoli e facendoli sentire parte della comunità internazionale bahai.
In quattro anni percorse, in auto, oltre 58 000 chilometri attraverso l'Africa subsahariana visitando 34 Paesi, in 17 dei quali fu ricevuta dai rispettivi Capi di Stato. In un altro suo viaggio durato sette mesi visitò 30 paesi in Asia e Oceania.

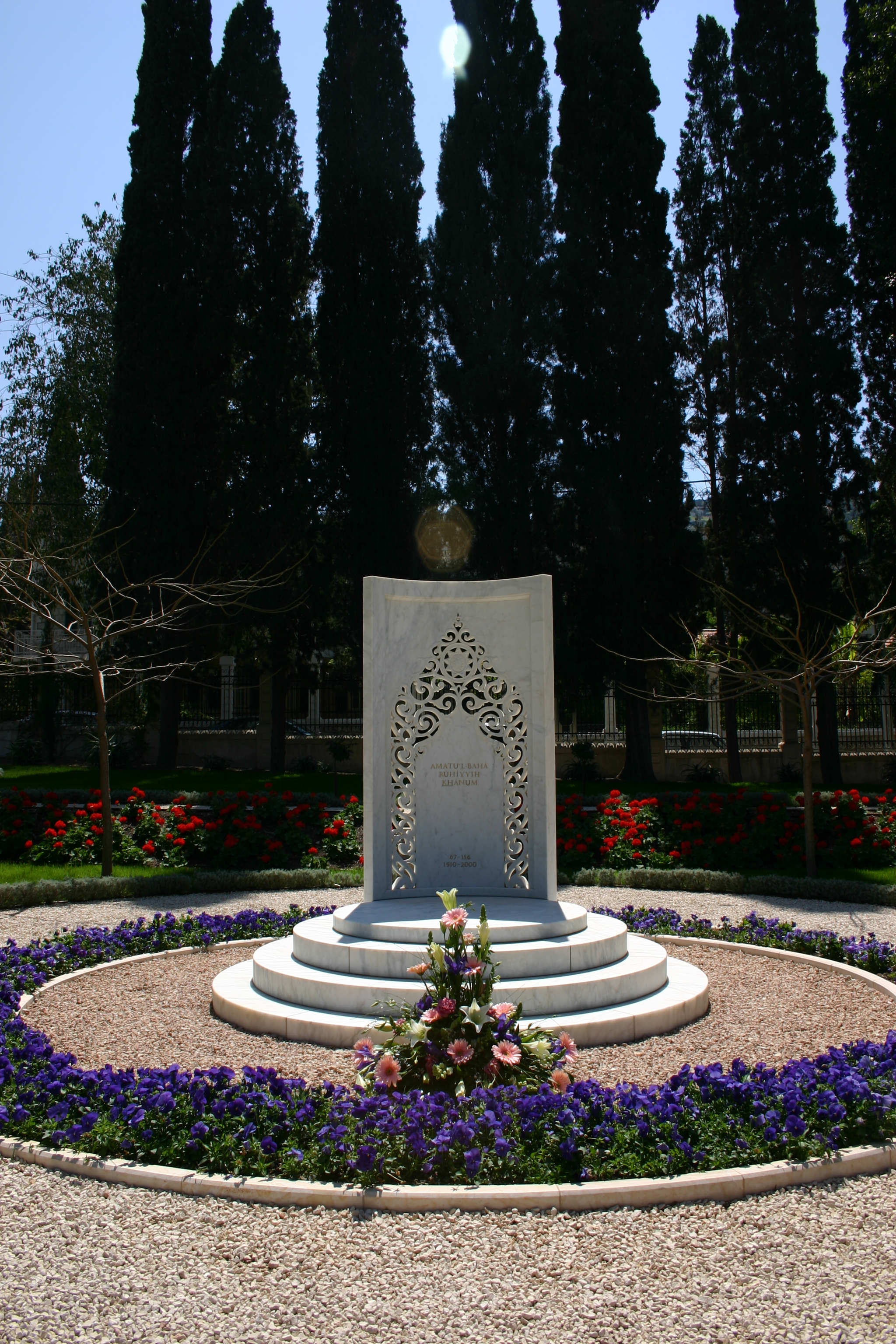
Monumento funebre di Rúhíyyih Khanum

Negli anni 1975-1976 visitò la regione amazzonica attraversando molti canali e acque del Rio delle Amazzoni, in Brasile; si recò anche tra le popolazioni che vivevano tra le montagne del Perù e della Bolivia. Visitò trentasei gruppi tribali in quel viaggio di oltre sei mesi, la Green light expedition, a cui seguì un lungo viaggio in Africa.
Fra le personalità politiche che la ricevettero durante i suoi viaggi figurano Hailé Selassié, imperatore d'Etiopia, Malietoa Tanumafili II di Samoa, Indira Gandhi, primo ministro dell'India, Félix Houphouët-Boigny della Costa d'Avorio, il presidente argentino Carlos Menem, Edward Seaga, primo ministro giamaicano e Javier Pérez de Cuéllar de la Guerra, Segretario generale delle Nazioni Unite

## Trapasso
Rúhíyyih Khanum morì il 19 gennaio 2000, all'età di 89 anni, ad Haifa, in Israele. I suoi resti mortali sono sepolti presso il Centro Mondiale Bahá'ì in una sepoltura che è divenuta un luogo di pellegrinaggio per molti bahá'í.